# Premio Alfred P. Sloan
Il premio Alfred P. Sloan (Alfred P. Sloan Prize) è un premio cinematografico assegnato all'interno del Sundance Film Festival a partire dal 2003. Il riconoscimento, dedicato all'imprenditore Alfred Sloan, viene conferito ai film incentrati sul tema della scienza o della tecnologia, oppure che portano sullo schermo un protagonista scienziato, matematico o ingegnere.
Ogni vincitore riceve 20.000 Dollari dalla Fondazione Alfred P. Sloan.

## Albo d'oro
- 2003 - Dopamine, regia di Mark Decena
- 2004 - Primer, regia di Shane Carruth
- 2005 - Grizzly Man, regia di Werner Herzog
- 2006 - Casa de Areia, regia di Andrucha Waddington
- 2007 - Dark Matter, regia di Chen Shi-zheng
- 2008 - Sleep Dealer, regia di Alex Rivera
- 2009 - Adam, regia di Max Mayer
- 2010 - Obselidia, regia di Diane Bell
- 2011 - Another Earth, regia di Mike Cahill
- 2012 - Robot & Frank, regia di Jake Schreier ex aequo con Valley of Saints, regia di Musa Syeed
- 2013 - Computer Chess, regia di Andrew Bujalski
- 2014 - I Origins, regia di Mike Cahill
- 2015 - Effetto Lucifero (The Stanford Prison Experiment), regia di Kyle Patrick Alvarez
- 2016 - El abrazo de la serpiente, regia di Ciro Guerra
- 2017 - Marjorie Prime, regia di Michael Almereyda
- 2018 - Searching, regia di Aneesh Chaganty
- 2019 - Il ragazzo che catturò il vento (The Boy Who Harnessed the Wind), regia di Chiwetel Ejiofor
- 2020 - Tesla, regia di Michael Almereyda
- 2021 - Son of Monarchs, regia di Alexis Gambis
- 2022 - After Yang, regia di Kogonada[1]
- 2023 - The Pod Generation, regia di Sophie Barthes[2]
- 2024 - Love me, regia di Sam e Andy Zuchero[3]